# Distretto di Hradec Králové
Il distretto di Hradec Králové (in ceco okres Hradec Králové) è un distretto della Repubblica Ceca nella regione omonima. Il capoluogo di distretto è la città di Hradec Králové.

## Geografia antropica
Il distretto conta 104 comuni:

### Città
- Chlumec nad Cidlinou
- Hradec Králové
- Nechanice
- Nový Bydžov
- Smiřice
- Třebechovice pod Orebem

### Comuni mercato
- Il distretto non comprende comuni con status di comune mercato

### Comuni
- Babice
- Barchov
- Běleč nad Orlicí
- Benátky
- Blešno
- Boharyně
- Chudeřice
- Černilov
- Černožice
- Čistěves
- Divec
- Dobřenice
- Dohalice
- Dolní Přím
- Habřina
- Hlušice
- Hněvčeves
- Holohlavy
- Hořiněves
- Hrádek
- Humburky
- Hvozdnice
- Jeníkovice
- Jílovice
- Káranice
- Klamoš
- Kobylice
- Kosice
- Kosičky
- Králíky
- Kratonohy
- Kunčice
- Ledce
- Lejšovka
- Lhota pod Libčany
- Libčany
- Libníkovice
- Librantice
- Libřice
- Lišice
- Lodín
- Lochenice
- Lovčice
- Lužany
- Lužec nad Cidlinou
- Máslojedy
- Měník
- Mlékosrby
- Mokrovousy
- Myštěves
- Mžany
- Neděliště
- Nepolisy
- Nové Město
- Obědovice
- Ohnišťany
- Olešnice
- Osice
- Osičky
- Petrovice
- Písek
- Prasek
- Praskačka
- Předměřice nad Labem
- Převýšov
- Pšánky
- Puchlovice
- Račice nad Trotinou
- Radíkovice
- Radostov
- Roudnice
- Sadová
- Sendražice
- Skalice
- Skřivany
- Sloupno
- Smidary
- Smržov
- Sovětice
- Stará Voda
- Starý Bydžov
- Stěžery
- Stračov
- Střezetice
- Světí
- Syrovátka
- Šaplava
- Těchlovice
- Třesovice
- Urbanice
- Vinary
- Vrchovnice
- Všestary
- Výrava
- Vysoká nad Labem
- Vysoký Újezd
- Zachrašťany
- Zdechovice